# Kroniki Amberu
Kroniki Amberu – cykl dziesięciu powieści fantasy z elementami fantastyki naukowej autorstwa Rogera Zelazny’ego. Cykl został wydany w Polsce dwukrotnie, pierwszy raz przez wydawnictwo Iskry, następnie przez wydawnictwo Zysk i Sk-a. Dodatkowo dwa pierwsze tomy (Dziewięciu książąt Amberu, oraz Karabiny Avalonu) zostały wydane przez Iskry jako jedna książka. W 2010 roku wydawnictwo Zysk i Sk-a wydało cały cykl „Kronik Amberu” w dwóch tomach.

## Utwory cyklu

### Kroniki Corwina
Pierwsze pięć tomów opisuje przygody Corwina, księcia Amberu (nazywane również Kronikami Corwina).
- 1970 – Dziewięciu książąt Amberu (Nine Princes in Amber)
- 1972 – Karabiny Avalonu (The Guns of Avalon)
- 1975 – Znak Jednorożca (Sign of the Unicorn)
- 1976 – Ręka Oberona (The Hand of Oberon)
- 1978 – Dworce Chaosu (The Courts of Chaos)[2]

### Kroniki Merlina
Kolejne pięć tomów to historia syna Corwina Merlina (Merle), czarodzieja i eksperta komputerowego (nazywane również Kronikami Merlina).
- 1985 – Atuty zguby (Trumps of Doom)
- 1986 – Krew Amberu (Blood of Amber)
- 1987 – Znak Chaosu (Sign of Chaos)
- 1989 – Rycerz cieni (Knight of Shadows)
- 1991 – Książę Chaosu (Prince of Chaos)[2]

### Opowiadania
W świecie Amberu zostało również umieszczonych kilka opowiadań. Poza Prolog to Trumps of Doom akcja opowiadań toczy się po zakończeniu Księcia Chaosu, a narratorami są różni bohaterowie Kronik.
- 1985 – Prolog to Trumps of Doom – akcja ma miejsce przed rozpoczęciem Kronik Merlina; prolog ten został dołączony do limitowanego amerykańskiego wydania tomu Atuty zguby.
- 1994 – Opowieść komiwojażera (The Salesman's Tale) – narratorem jest Luke – przyjaciel Merlina
- 1995 – Niebieski koń, tańczące góry (Blue Horse, Dancing Mountains) – narratorem jest Corwin
- 1994 – Całunnik i Guisel (The Shroudling and the Guisel) – narratorem jest Merlin
- 1995 – Wracając do powrozu (Coming to a Cord) – narratorem jest Frakir - specjalny powróz przeznaczony do unieszkodliwiania przeciwników, mający własną osobowość.
- 1996 – Korytarz luster / Galeria luster (Hall of Mirrors) – narratorem jest Corwin.
- 2005 – Sekret Amberu (A Secret of Amber) – (napisane wspólnie z Edem Greenwoodem, opublikowane w Amberzine #12-15, w marcu 2005 roku).

W 1997 roku opowiadanie Hall of Mirrors ukazało się w czasopiśmie „Fenix” (nr 8/1997) w tłumaczeniu Michała Wroczyńskiego. Natomiast 25 maja 2017 roku w miesięczniku „Nowa Fantastyka” (nr 06/2017) ukazało się sześć opowiadań (w tym ponownie Hall of Mirrors) w tłumaczeniu Piotra W. Cholewy.

## Świat przedstawiony
W wieloświecie cyklu Kroniki Amberu, tytułowy Amber, oraz Dworce Chaosu są najważniejszymi ze światów równoległych. Wszystkie pozostałe, łącznie z naszą Ziemią, są ich „cieniami” - pomniejszymi wymiarami rozpostartymi pomiędzy nimi. Źródłem ich potęgi są Wzorzec i Logrus - przypominające labirynty obiekty, których przejście pozwala na podróżowanie między cieniami. Wzorzec został narysowany Klejnotem Wszechmocy przez Dworkina z Dworców Chaosu, który tym samym stworzył Amber. Zapoczątkował on ród Amberytów obdarzonych nadludzką siłą, zdolnością regeneracji i nieśmiertelnością. Tylko oni mogą przechodzić Wzorzec, co daje im (pozorny) „monopol” na podróże przez cienie. Głowni bohaterowie cyklu - Corwin i Merlin - są, odpowiednio, wnukiem i prawnukiem Dworkina.

## Powiązane dzieła

### The Dawn of Amber
Seria książek autorstwa Johna Betancourta. Pierwsza część została opublikowana w 2002 roku. Jest to historia ojca Corwina – Oberona, na kilka wieków przed książką Dziewięciu książąt Amberu.
- The Dawn of Amber (2002)
- Chaos and Amber (2003)
- To Rule in Amber (2004)
- Shadows of Amber (2005)
- Sword of Chaos (seria anulowana)

### Przewodniki
Istnieją dwa przewodniki po świecie Amberu. Są to:
- 1988 – Ilustrowany Przewodnik po zamku Amber (Roger Zelazny's Visual Guide to Castle Amber) – Roger Zelazny i Neil Randall
- 1996 – The Complete Amber Sourcebook – Theodore Krulik

### Komiksy
Powstały także dwie trzyczęściowe adaptacje komiksowe Dziewięciu książąt Amberu oraz Karabinów Avalonu (nie wydane w Polsce) autorstwa Terry’ego Bissona w 1996 roku.

### Gry
W 1991 roku na podstawie fikcyjnego świata Amberu powstała gra fabularna Amber Diceless Roleplaying Game.
- 1991 – Amber Diceless Role-playing
- 1995 – Shadow Knight

W grze tej nie korzysta się z kostek do rozwiązywania konfliktów i oceniania skutków działań bohaterów. System użyty w grze został stworzony przez Ericka Wujcika we wczesnych latach osiemdziesiątych. Większość bohaterów gry Amber to członkowie klas rządzących w Amberze lub Dworcach Chaosu. Są to postacie dużo silniejsze, zwinniejsze, mocniejsze psychicznie i lepiej wykształcone niż ludzie. System umożliwia grę postacią ludzką, jest to jednak niezalecane z uwagi na wysoką śmiertelność takich bohaterów.

### CzasopismoAmberzine
W latach marca 1992 do kwietnia 2005 roku ukazywał się związany z cyklem fanzin zatytułowany Amberzine. Był on wydawany nieregularnie przez Phage Press i był poświęcony grze fabularnej Amber Diceless Roleplaying Game (Amber DRPG).

### Ambercon
Ambercon, zwany również „Ambercon US” to konwent odbywający się cyklicznie w okolicach Detroit, na przełomie marca i kwietnia. Jest nazywany główną międzynarodową konwencją graczy Amber Diceless Roleplaying Game. Pierwszym organizatorem konwentu był Erick Wujcik.